# Gov’t Mule
Gov’t Mule – amerykański zespół rockowy, założony w 1994 roku. Grupa powstała pierwotnie jako projekt działający w przerwach w działalności nagraniowej zespołu The Allman Brothers Band, z inicjatywy jego członków Warrena Haynesa i Allena Woody'ego oraz Matta Abtsa. W 1997 roku Haynes i Woody odeszli z Allman Brothers Band, w pełni koncentrując się na Gov’t Mule.

## Historia
Historia zespołu zaczyna się w roku 1994, kiedy Warren Haynes i Allen Woody, na co dzień członkowie The Allman Brothers Band, wspólnie z perkusistą Mattem Abtsem powołują do życia projekt o nazwie Gov’t Mule.
Debiutancki album zespołu Gov’t Mule ukazuje się w roku 1995. Muzyka jaką zaproponowali na nim artyści zgoła różni się od tej do jakiej przyzwyczaili swoich fanów Haynes i Woody występując w The Allman Brothers Band. 31 grudnia 1995/96 w nowojorskiej Roseland Ballroom nagrywają materiał na pierwszy album live, którego premiera ma miejsce w październiku 1996 (Live at Roseland Ballroom).
W roku 1997 Haynes i Woody odchodzą z The Allman Brothers Band, a w lutym 1998 nagrywają drugi studyjny krążek Dose.
Zespół bardzo dobrze czuje się na koncertach live, czego dowodem jest materiał zarejestrowany 31 grudnia 1997/98 w Roxy Music Theatre w Atlancie i wydany na podwójnym krążku 23 marca 1999 jako Live with a little help from our friends. Kilka miesięcy później w listopadzie wytwórnia Capricorn Recors wychodzi naprzeciw oczekiwaniom fanów i wydaje poczwórne wydawnictwo Live with a little help from our friends, uzupełnione o resztę nagrań z tego występu.
Trzeci studyjny album zespołu Life before Insanity pojawia się w lutym 2000 roku, a obok trójki muzyków w czasie nagrań gościnnie wystąpili m.in. Hook Herrera, Ben Harper i John Neel.
Niestety latem tego roku w nieznanych okolicznościach umiera Allen Woody. Niecały miesiąc później, Haynes i Abts organizują specjalny koncert poświęcony jego pamięci One for Woody benefit, w którym obok wspomnianej dwójki udział biorą m.in. The Allman Brothers Band, Grateful Dead, The Black Crowes.
Na początku roku 2001, Haynes wraca do Allmanów i od tej pory dzieli czas na granie w Gov’t Mule, The Allman Brothers Band i także wspiera solowe projekty m.in. Phila Lesha.
W roku 2001 i 2002 ukazują się dwa albumy zespołu The Deep End, Volume 1 oraz The Deep End, Volume 2, na których u boku Haynesa i Abtsa, wystąpili ulubieni gitarzyści basowi Woody’ego, (m.in. Jack Bruce, Mike Gordon, Les Claypool, Flea).
Trasa koncertowa The Deepest End jaka miała miejsce rok później zgromadziła na scenie (oprócz muzyków biorących udział w sesjach nagraniowych albumów The Deep End), także wielu innych gitarzystów basowych oraz znamienitych klawiszowców m.in. Chuck Leavell, Page McConnell, Danny Louis. Całość zarejestrowano i wydano w maju 2003 roku na podwójnym albumie The Deepest End oraz płycie DVD.
Po tym wydarzeniu na stałe do zespołu zostali zaangażowani Danny Louis (instrumenty klawiszowe) i Andy Hess (gitara basowa).
Już w czteroosobowym składzie Gov’t Mule nagrywają Deja Voodoo (2004) oraz High & Mighty (2006).
W 2008 roku następuje zmiana na pozycji basisty zespołu, odchodzi Andy Hess, a przyjęty zostaje szwedzki basista Jorgen Carlsson. Nowo przyjęty basista od razu został rzucony na głęboką wodę i w 2009 roku zespół wydaje nową płytę pt. By a Thread.

## Skład
- Warren Haynes – gitara, śpiew (1994- )
- Matt Abts – instrumenty perkusyjne (1994- )
- Jorgen Carlsson – gitara basowa (2008– )
- Danny Louis – instrumenty klawiszowe, gitara, śpiew (2002– )
- Andy Hess – gitara basowa (2003–2008)
- Allen Woody – gitara basowa, śpiew (1994-2000)

## Dyskografia

### Albumy studyjne
- 1995 – Gov’t Mule
- 1998 – Dose
- 2000 – Life Before Insanity
- 2001 – The Deep End Vol.1
- 2002 – The Deep End Vol.2
- 2004 – Deja Voodoo
- 2006 – High & Mighty
- 2007 – Mighty High
- 2009 – By a Thread
- 2013 – Shout!
- 2017 – "Revolution come, revolution go"

### Albumy koncertowe
- 1996 – Live From Roseland Ballroom
- 1998 – Live With A Little Help From Our Friends
- 2003 – The Deepest End
- 2006 – Mule On Easy Street
- 2007 – Warren Haynes Presents: The Benefit Concert Vol.1
- 2007 – Warren Haynes Presents: The Benefit Concert Vol.2
- 2008 – The Haunted Holy House
- 2010 – Mulennium